# Кубок Европы по лёгкой атлетике 1965
Финал первого в истории Кубка Европы по лёгкой атлетике прошёл в сентябре 1965 года в двух городах. Мужчины соревновались 11—12 сентября на стадионе «Неккарштадион» в Штутгарте, женщины определяли сильнейших неделей позже, 19 сентября, на арене «Ауэштадион» в другом западногерманском городе Касселе. На старт вышли по 6 сильнейших сборных континента, отобравшихся ранее по итогам трёх полуфиналов. Участники боролись за командные очки в 20 мужских и 11 женских легкоатлетических дисциплинах.
Дебют нового турнира в легкоатлетическом календаре получился успешным. В полуфиналах были установлены два рекорда Европы (Гастон Рулантс в беге на 10 000 метров — 28.10,6 и Ромуальд Клим в метании молота — 71,02 м), а в финале не устояли два мировых рекорда. Авторами новых достижений стали сёстры Пресс из Советского Союза: Ирина выиграла бег на 80 метров с барьерами с результатом 10,4, а Тамара толкнула ядро на 18,59 м.
Трёхкратной победительницей соревнований стала Эва Клобуковская из Польши, выигравшая за явным преимуществом бег на 100 и 200 метров, а также эстафету 4×100 метров (все виды проходили в один день).

## Предварительный раунд
Соревнования предварительного раунда среди мужчин прошли 26—27 июня в нидерландском Энсхеде и австрийской Вене. В полуфинал выходили по одной лучшей команде.
| Место | Команда    | Очки |
| ----- | ---------- | ---- |
| 1     | Нидерланды | 60   |
| 2     | Испания    | 58   |
| 3     | Дания      | 49   |
| 4     | Португалия | 33   |

| Место | Команда    | Очки |
| ----- | ---------- | ---- |
| 1     | Швейцария  | 62   |
| 2     | Австрия    | 61   |
| 3     | Греция     | 47   |
| 4     | Люксембург | 27   |

## Полуфиналы
Полуфиналы прошли 21—22 августа в норвежском Осло, итальянском Риме и югославском Загребе у мужчин и в румынской Констанце, французском Фонтенбло и восточногерманском Лейпциге у женщин. В финал выходили по две лучшие команды.

### Мужчины
| Место | Команда   | Очки |
| ----- | --------- | ---- |
| 1     | СССР      | 94   |
| 2     | Франция   | 92   |
| 3     | Венгрия   | 72   |
| 4     | Финляндия | 64   |
| 5     | Норвегия  | 51   |
| 6     | Бельгия   | 41   |

| Место | Команда      | Очки |
| ----- | ------------ | ---- |
| 1     | ФРГ          | 96   |
| 2     | Польша       | 85   |
| 3     | Чехословакия | 81   |
| 4     | Италия       | 67   |
| 5     | Болгария     | 45   |
| 6     | Швейцария    | 45   |

| Место | Команда        | Очки |
| ----- | -------------- | ---- |
| 1     | ГДР            | 90   |
| 2     | Великобритания | 89   |
| 3     | Швеция         | 81   |
| 4     | Румыния        | 65   |
| 5     | Югославия      | 52   |
| 6     | Нидерланды     | 41   |

### Женщины
| Место | Команда   | Очки |
| ----- | --------- | ---- |
| 1     | СССР      | 53   |
| 2     | ФРГ       | 53   |
| 3     | Румыния   | 49,5 |
| 4     | Югославия | 25,5 |
| 5     | Норвегия  | 25   |
| 6     | Австрия   | 24   |

| Место | Команда        | Очки |
| ----- | -------------- | ---- |
| 1     | Венгрия        | 50   |
| 2     | Нидерланды     | 47   |
| 3     | Великобритания | 46   |
| 4     | Франция        | 38   |
| 5     | Болгария       | 33   |
| 6     | Бельгия        | 14   |

| Место | Команда      | Очки |
| ----- | ------------ | ---- |
| 1     | ГДР          | 58   |
| 2     | Польша       | 56   |
| 3     | Чехословакия | 39   |
| 4     | Швеция       | 30   |
| 5     | Италия       | 24   |
| 6     | Дания        | 23   |

## Финал

### Командное первенство
Сборные СССР сделали победный дубль, выиграв Кубок и у мужчин, и у женщин. Большую часть очков в мужской команде принесли представители технических дисциплин, а итоговое преимущество над хозяевами соревнований составило всего одно очко.
В женских соревнованиях интриги в борьбе за первое место не было: представительницы СССР выиграли 6 видов из 11 и закономерно стали лучшими в командном зачёте с большим отрывом от ГДР.
Женская сборная Нидерландов единственный раз в истории участвовала в главном финале Кубка Европы. Вплоть до 2008 года, когда турнир был реорганизован, она так и не смогла во второй раз пробиться в число сильнейших команд Старого Света.
| Место | Команда        | Очки |
| ----- | -------------- | ---- |
| 1     | СССР           | 86   |
| 2     | ФРГ            | 85   |
| 3     | Польша         | 69   |
| 4     | ГДР            | 69   |
| 5     | Франция        | 60   |
| 6     | Великобритания | 48   |

| Место | Команда    | Очки |
| ----- | ---------- | ---- |
| 1     | СССР       | 56   |
| 2     | ГДР        | 42   |
| 3     | Польша     | 38   |
| 4     | ФРГ        | 37   |
| 5     | Венгрия    | 32   |
| 6     | Нидерланды | 26   |

### Сильнейшие в отдельных видах — мужчины
Сокращения: WR — мировой рекорд | ER — рекорд Европы | NR — национальный рекорд | CR — рекорд Кубков Европы

| Дисциплина                          | 1-е место                                                           | 1-е место     | 2-е место                                                                                       | 2-е место | 3-е место                                                               | 3-е место  |
| ----------------------------------- | ------------------------------------------------------------------- | ------------- | ----------------------------------------------------------------------------------------------- | --------- | ----------------------------------------------------------------------- | ---------- |
| 100 м (ветер: −1,1 м/с)             | Мариан Дудзяк Польша                                                | 10,3 CR       | Манфред Книккенберг ФРГ                                                                         | 10,4      | Хайнц Эрбштёссер ГДР                                                    | 10,5       |
| 200 м (ветер: +2,9 м/с)             | Йозеф Шварц ФРГ                                                     | 21,1          | Хайнц Эрбштёссер ГДР                                                                            | 21,2      | Жослин Делекур Франция                                                  | 21,2       |
| 400 м                               | Анджей Баденьский Польша                                            | 45,9 CR       | Манфред Киндер ФРГ                                                                              | 46,6      | Йоахим Бот ГДР                                                          | 47,1       |
| 800 м                               | Франц-Йозеф Кемпер ФРГ                                              | 1.50,3        | Юрген Май ГДР                                                                                   | 1.50,3    | Крис Картер Великобритания                                              | 1.50,6     |
| 1500 м                              | Бодо Тюммлер ФРГ                                                    | 3.47,4        | Жан Ваду Франция                                                                                | 3.48,0    | Юрген Май ГДР                                                           | 3.48,4     |
| 5000 м                              | Харальд Норпот ФРГ                                                  | 14.18,0       | Витольд Баран Польша                                                                            | 14.20,0   | Дерек Грэм Великобритания                                               | 14.20,4    |
| 10 000 м                            | Николай Дутов СССР                                                  | 28.42,2       | Лутц Филипп ФРГ                                                                                 | 28.44,8   | Казимеж Зимны Польша                                                    | 28.46,0 NR |
| Эстафета 4×100 м                    | СССР · Эдвин Озолин · Амин Туяков · Борис Савчук · Николай Политико | 39,4 CR       | Польша · Анджей Зелиньский · Веслав Маняк · Эдвард Романовский · Мариан Дудзяк                  | 39,5      | ФРГ Хартмут Вильке Герд Мец Дитер Эндерляйн Фриц Оберзибрассе           | 39,5 NR    |
| Эстафета 4×400 м                    | ФРГ Вернер Тиман Йенс Ульбрихт Ханс Райнерман Манфред Киндер        | 3.08,3        | Польша · Станислав Грендзиньский · Войцех Липоньский · Славомир Новаковский · Анджей Баденьский | 3.08,7    | СССР · Имант Куклич · Виктор Бычков · Василий Анисимов · Вадим Архипчук | 3.09,0     |
| 110 м с барьерами (ветер: −1,7 м/с) | Анатолий Михайлов СССР                                              | 13,9          | Марсель Дюрье Франция                                                                           | 14,0      | Майк Паркер Великобритания                                              | 14,5       |
| 400 м с барьерами                   | Робер Пуарье Франция                                                | 50,8          | Джон Купер Великобритания                                                                       | 50,9      | Райнер Шуберт ФРГ                                                       | 51,9       |
| 3000 м с препятствиями              | Виктор Кудинский СССР                                               | 8.41,0        | Морис Херриотт Великобритания                                                                   | 8.42,2    | Эдвард Шклярчик Польша                                                  | 8.42,8     |
| Прыжок в высоту                     | Валерий Брумель СССР                                                | 2,14 м        | Вольфганг Шилльковски ФРГ                                                                       | 2,09 м    | Эдвард Черник Польша                                                    | 2,07 м     |
| Прыжок с шестом                     | Вольфганг Нордвиг ГДР                                               | 5,00 м CR     | Клаус Ленерц ФРГ                                                                                | 4,80 м    | Геннадий Близнецов СССР                                                 | 4,80 м     |
| Прыжок в длину                      | Игорь Тер-Ованесян СССР                                             | 7,86 м        | Жан Кошар Франция                                                                               | 7,52 м    | Ханс-Хельмут Трензе ФРГ                                                 | 7,51 м     |
| Тройной прыжок                      | Ханс-Юрген Рюкборн ГДР                                              | 16,51 м NR CR | Александр Золотарёв СССР                                                                        | 16,40 м   | Юзеф Шмидт Польша                                                       | 16,40 м    |
| Толкание ядра                       | Николай Карасёв СССР                                                | 19,19 м CR    | Альфред Сосгурник Польша                                                                        | 18,37 м   | Пьер Кольнар Франция                                                    | 18,04 м    |
| Метание диска                       | Зенон Бегер Польша                                                  | 58,92 м       | Фриц Кюль ГДР                                                                                   | 55,92 м   | Ким Буханцов СССР                                                       | 55,00 м    |
| Метание молота                      | Ромуальд Клим СССР                                                  | 67,68 м       | Уве Байер ФРГ                                                                                   | 67,28 м   | Мартин Лоц ГДР                                                          | 65,46 м    |
| Метание копья                       | Янис Лусис СССР                                                     | 82,56 м       | Януш Сидло Польша                                                                               | 81,18 м   | Манфред Штолле ГДР                                                      | 79,98 м    |

### Сильнейшие в отдельных видах — женщины
| Дисциплина                         | 1-е место                                                                       | 1-е место         | 2-е место                                                                      | 2-е место         | 3-е место                                                     | 3-е место         |
| ---------------------------------- | ------------------------------------------------------------------------------- | ----------------- | ------------------------------------------------------------------------------ | ----------------- | ------------------------------------------------------------- | ----------------- |
| 100 м (ветер: +0,5 м/с)            | Эва Клобуковская Польша                                                         | 11,3 CR           | Эрика Полльман ФРГ                                                             | 11,6              | Галина Митрохина СССР                                         | 11,6              |
| 200 м                              | Эва Клобуковская Польша                                                         | 23,0 CR           | Ингрид Беккер ФРГ                                                              | 24,0              | Вера Попкова СССР                                             | 24,1              |
| 400 м                              | Мария Иткина СССР                                                               | 54,0              | Хильде Сламан Нидерланды                                                       | 54,6              | Гертруд Шмидт ГДР                                             | 54,9              |
| 800 м                              | Ханнелор Зуппе ГДР                                                              | 2.04,3 NR CR      | Илья Ламан Нидерланды                                                          | 2.04,6            | Антье Гляйхфельд ФРГ                                          | 2.04,7            |
| Эстафета 4×100 м                   | Польша · Тереса Цеплы · Эльжбета Колейва · Ирена Киршенштейн · Эва Клобуковская | 44,9 CR           | СССР · Галина Митрохина · Вера Попкова · Людмила Самотёсова · Татьяна Талышева | 45,2              | ГДР · Ангела Хёме · Ингрид Тидтке · Урсула Бём · Гундула Диль | 45,7              |
| 80 м с барьерами (ветер: +1,7 м/с) | Ирина Пресс СССР                                                                | 10,4 WR CR        | Гундула Диль ГДР                                                               | 10,5              | Инге Шелль ФРГ                                                | 10,6 NR           |
| Прыжок в высоту                    | Таисия Ченчик СССР                                                              | 1,70 м            | Карин Рюгер ГДР                                                                | 1,70 м            | Ярослава Беда Польша                                          | 1,63 м            |
| Прыжок в длину                     | Татьяна Щелканова СССР                                                          | 6,63 м (+3,2 м/с) | Ирена Киршенштейн Польша                                                       | 6,33 м (+2,2 м/с) | Хельга Хоффман ФРГ                                            | 6,30 м (+3,3 м/с) |
| Толкание ядра                      | Тамара Пресс СССР                                                               | 18,59 м WR CR     | Ренате Гариш ГДР                                                               | 16,96 м           | Гертруд Шефер ФРГ                                             | 16,17 м           |
| Метание диска                      | Йолан Клейбер Венгрия                                                           | 56,74 м CR        | Тамара Пресс СССР                                                              | 54,82 м           | Ингрид Лоц ГДР                                                | 53,82 м           |
| Метание копья                      | Елена Горчакова СССР                                                            | 58,48 м CR        | Марта Рудаш Венгрия                                                            | 55,78 м           | Аннелизе Герхардс ФРГ                                         | 52,98 м           |